# Begtrup Vig
Begtrup Vig er en vig af Aarhusbugten ved Mols, der mod øst og syd afgrænses af Helgenæs, længst mod øst af Dragsmur ved tangen mellem Mols og Helgenæs, hvor også resterne af Olaf Ryes Skanse. Den inderste del af vigen, fra den lille ø Rønnen i nord, og til Stavsøre på Helgenæs, er omgivet af enge og marker. Mod nord er det mere bakket, og her ligger landsbyerne Begtrup og Strands, og videre mod vest nogle sommerhusområder; Kysten drejer herefter mod syd og danner halvøen Skødshoved med det sydlige punkt Mols Hoved. Områdets landskab er formet af isens bevægelser under den sidste istid.
Det inderste af vigen er del af Natura 2000-område 51 Begtrup Vig og kystområder ved Helgenæs, og er EU-habitatområde
 Den samme område indgår i Nationalpark Mols Bjerge. 

## Turisme
Begtrup Vig er del af Molslandet på det sydlige Djursland, med tre sammenhængende sommerhusområder. De ligger ved Strands i den nordligste kant af vigen, og ved Dragsmur i bunden, samt ved Kongsgårde på Helgenæs i den sydligste kant af Begtrup Vig. Ved Strands er der en sydvendt sandstrand med udsigt over halvøen Helgenæs. Desuden er der småstrande langs kystlinjen på 15 kilometer med blandet sand og sten. Købstaden, Ebeltoft, ligger 20 km mod øst, og Aarhus cirka 40 kilometer mod vest. Nabovige er Ebeltoft Vig, Knebel Vig samt Aarhusbugten. 
- Retning mod Helgenæs ved Dragsmur
- Retning mod nord ved Dragsmur
- Begtrup Vig, retning nord ved Dragsmur
- Ved Dragsmur
- Retning mod Helgenæs ved Dragsmur

## Eksterne kilder og henvisninger
1. ↑  "Natura 2000 område nr. 51". Arkiveret fra originalen 7. februar 2015. Hentet 7. februar 2015.

56°9′N 10°29′Ø / 56.150°N 10.483°Ø